# Temple d'Apol·lo Patroos
El temple d'Apol·lo Patroos és un petit temple jònic en ruïnes, construït entre el 340 i 320 aC. Fa 16,5 m de llargària i 10 d'amplada, i s'alça al nord-oest de l'àgora d'Atenes, prop de la stoà de Zeus. És considerat com el fundador de la raça jònia i protector de les famílies, l'interior del temple tenia una estàtua al culte dedicada al déu, i esculpida per l'escultor grec Eufranor.
El déu potser va ser anomenat Patroos pels atenesos després de l'arribada d'Ió, quan s'establí a Atenes perquè els seus reis eren uns ineptes per a la guerra.
Un tors monumental de marbre vestit amb un llarg xitó, trobat prop del temple i exposat al museu de l'àgora, fou reconegut com l'estàtua d'Apol·lo Patroos. El sekos del temple comunicava pel nord amb una petita sala, potser l'àditon o un santuari interior.

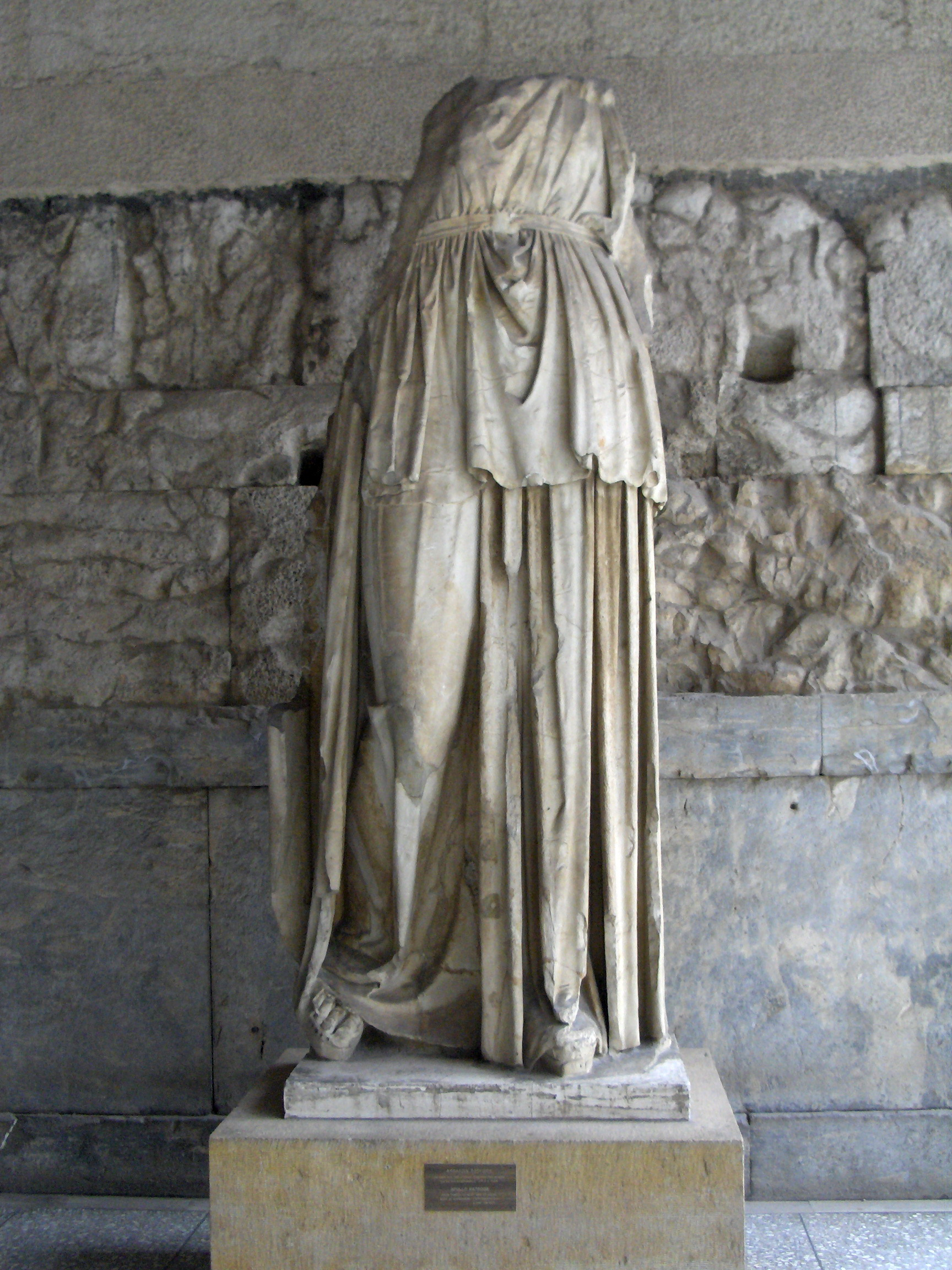
Estàtua d'Apol·lo Patroos al museu de l'àgora.